# Natürliches Aroma
Als natürliches Aroma wird in der Europäischen Union und in der Schweiz ein Aromastoff oder ein Gemisch von Aromastoffen bezeichnet, das mittels geeigneter physikalischer, enzymatischer oder mikrobiologischer Verfahren aus Ausgangsstoffen pflanzlicher, tierischer oder mikrobiologischer Herkunft gewonnen wird und mit in der Natur vorkommenden Aromastoffen chemisch identisch ist. Der Begriff darf nur verwendet werden, „wenn der Aromabestandteil aus verschiedenen Ausgangsstoffen stammt und eine Nennung der Ausgangsstoffe ihr Aroma oder ihren Geschmack nicht zutreffend beschreiben würde.“
Daneben gab es in der EU bis Anfang 2011 die Bezeichnungen naturidentisches Aroma und künstliches Aroma. Als naturidentisch wurde ein Aroma bezeichnet, das chemisch identisch mit in der Natur vorkommenden Stoffen ist, aber chemisch synthetisiert wurde. Als künstlich bezeichnete man Aromen, die künstlich erzeugt werden und in der Natur nicht vorkommen. Nach der 2008 verabschiedeten Verordnung (EG) Nr. 1334/2008 (Aromenverordnung) werden seit dem 20. Januar 2011 die Kennzeichnungen „naturidentisch“ und „künstlich“ nicht mehr verwendet.
Im engeren Sinn dürfen natürliche Aromen, die mit rein physikalischen Verfahren aus den betreffenden Nahrungsmitteln oder Gewürzen gewonnen und nicht chemisch modifiziert wurden, z. B. Erdbeeraroma aus Erdbeeren oder Vanillearoma aus Vanilleschoten, als „natürliches Erdbeeraroma“ oder „natürliches Vanillearoma“ bezeichnet werden. Alternativ ist in solchen Fällen auch etwa „Vanilleextrakt“ gebräuchlich. Bei als „natürlich“ ausgewiesenen Aromen ohne Angabe ihrer Herkunft ist dagegen davon auszugehen, dass sie biotechnologisch aus anderen Ausgangsstoffen erzeugt wurden, d. h. unter Verwendung von Bakterien, Pilzen oder Enzymen. So können etwa aus Schimmelpilz-Kulturen Aromen hergestellt werden, die nach Pfirsich, Kokos oder Nuss schmecken, und natürliches Aroma mit Himbeergeschmack wird zumeist aus Zedernholzöl gewonnen. Vanillin kann als natürliches Aroma deklariert werden, wenn es gentechnisch erzeugt wurde, während es bei der üblichen Erzeugung aus Abfällen der Zellstoff-Gewinnung (Sulfitablauge) oder aus Erdöl früher als naturidentisch eingestuft wurde und heute einfach als Aroma ohne nähere Kennzeichnung deklariert wird.
Kritiker wie die Verbraucherzentralen und das Deutsche Zusatzstoffmuseum betrachten die Kennzeichnung von Lebensmitteln mit Clean Labels wie „ohne künstliche Aromen“ als irreführend, da künstliche Aromen ohnehin nur noch in sehr wenigen Produktgruppen verwendet werden dürfen und viele Verbraucher sich unter „natürlichen“ Aromen etwas Anderes vorstellen als das tatsächlich im Produkt Enthaltene.